# Волосківська сільська рада
Воло́сківська сільська́ ра́да — адміністративно-територіальна одиниця та орган місцевого самоврядування в Менському районі Чернігівської області. Адміністративний центр — село Волосківці.

## Загальні відомості
Волосківська сільська рада утворена у 1918 році.
- Територія ради: 48,4 км²
- Населення ради: 1 275 осіб (станом на 2001 рік)

## Населені пункти
Сільській раді були підпорядковані населені пункти:
- с. Волосківці
- с. Степанівка

## Склад ради
Рада складалася з 16 депутатів та голови.
- Голова ради: Любенко Олександр Іванович
- Секретар ради: Власенко Ольга Петрівна

### Керівний склад попередніх скликань
| Прізвище, ім'я, по батькові | Основні відомості                                                                       | Дата обрання | Дата звільнення |
| --------------------------- | --------------------------------------------------------------------------------------- | ------------ | --------------- |
| Любенко Олександр Іванович  | Сільський голова, 1955 року народження, освіта вища, член Соціалістичної партії України | 26.03.2006   | 31.10.2010      |
| Любенко Олександр Іванович  | Сільський голова, 1955 року народження, освіта вища                                     | 31.10.2010   |                 |

Примітка: таблиця складена за даними сайту Верховної Ради України

### Депутати
За результатами місцевих виборів 2010 року депутатами ради стали:

#### За суб'єктами висування
| Суб'єкт висування                 | Кількість обраних депутатів | %    |
| --------------------------------- | --------------------------- | ---- |
| Самовисування                     | 8                           | 50   |
| Партія регіонів                   | 4                           | 25   |
| Політична партія «Сильна Україна» | 2                           | 12,5 |
| Комуністична партія України       | 1                           | 6,3  |
| Соціалістична партія України      | 1                           | 6,3  |

#### За округами
| № округу                          | Прізвище, ім'я, по батькові      | Дата визнання обраним | Освіта  | Партійна приналежність                        | Відомості про обраного депутата                      |
| --------------------------------- | -------------------------------- | --------------------- | ------- | --------------------------------------------- | ---------------------------------------------------- |
| Комуністична партія України       |                                  |                       |         |                                               |                                                      |
| 7                                 | Заборовська Людмила Василівна    | 04.11.2010            | вища    | позапартійна                                  | Волосківська загальноосвітня школа І-ІІ ст., вчитель |
| Партія регіонів                   |                                  |                       |         |                                               |                                                      |
| 1                                 | Ярошенко Надія Василівна         | 04.11.2010            | середня | позапартійна                                  | Волосківська сільська рада, бухгалтер                |
| 4                                 | Власенко Анатолій Анатолійович   | 04.11.2010            | середня | позапартійний                                 | приватний підприємець                                |
| 5                                 | Терентієва Тетяна Миколаївна     | 04.11.2010            | вища    | позапартійна                                  | Менське УПФ, спеціаліст                              |
| 8                                 | Пономаренко Анатолій Михайлович  | 04.11.2010            | середня | позапартійний                                 | СК ім. Мічуріна, завідувач відділу механізації       |
| Політична партія «Сильна Україна» |                                  |                       |         |                                               |                                                      |
| 12                                | Чичко Микола Васильович          | 04.11.2010            | вища    | член Політичної партії «Сильна Україна»       | Волосківська сільська рада, касир                    |
| 15                                | Власенко Віктор Миколайович      | 04.11.2010            | середня | позапартійний                                 | підприємство «Мена-газ», слюсар                      |
| Соціалістична партія України      |                                  |                       |         |                                               |                                                      |
| 16                                | Власенко Ольга Петрівна          | 04.11.2010            | вища    | позапартійна                                  | Волосківська сільська рада, секретар                 |
| Самовисування                     |                                  |                       |         |                                               |                                                      |
| 2                                 | Орішко Алла Анатоліївна          | 04.11.2010            | середня | позапартійна                                  | Волосківський Будинок культури, бібліотекар          |
| 3                                 | Заборовський Юрій Олександрович  | 04.11.2010            | середня | позапартійний                                 | тимчасово не працює                                  |
| 6                                 | Логвиненко Тетяна Василівна      | 04.11.2010            | середня | член Всеукраїнського об'єднання «Батьківщина» | Волосківський Будинок культури, директор             |
| 9                                 | Щербина Надія Іванівна           | 04.11.2010            | середня | позапартійна                                  | приватний підприємець                                |
| 10                                | Савченко Любов Степанівна        | 04.11.2010            | середня | позапартійна                                  | Волосківський Будинок культури, художній керівник    |
| 11                                | Бубенко Оксана Валеріївна        | 04.11.2010            | середня | позапартійна                                  | ПП «Антоненко П. В.», реалізатор                     |
| 13                                | Герасименко Олександр Григорович | 04.11.2010            | середня | позапартійний                                 | Степанівський МНВК, майстер-механік                  |
| 14                                | Баран Лариса Василівна           | 04.11.2010            | середня | член Всеукраїнського об'єднання «Батьківщина» | Степенівський будинок культури, бібліотекар          |